# Parastesilea
Parastesilea es un género de escarabajos longicornios de la tribu Pteropliini.

## Especies
- Parastesilea alboscutellaris Breuning, 1968
- Parastesilea grisescens (Breuning, 1938)
- Parastesilea latefasciata (Breuning, 1938)
- Parastesilea scutellaris (Pascoe, 1865)